# Primer verano
Presque rien (titulada Primer Verano en España) es un drama romántico francés-belga del 2000, dirigido por Sebastien Lifshitz. Narra el romance entre dos adolescentes, mostrando desde su inicio en unas vacaciones costeras hasta lo que queda de ella dieciocho meses después.

## Argumento
Mathieu, un adolescente de clase media alta, pasa sus vacaciones de verano en la costa francesa antes de sus estudios para ser arquitecto. Su madre está profundamente deprimida debido a la muerte de su hermano pequeño, enfermo de cáncer. Su tía, Annick, la cuida mientras que él y su malhumorada hermana menor, Sarah, no logran llevarse bien.
Un día en la playa conoce a Cédric en la playa, un atractivo chico que lo mira seductoramente desde la distancia. Ambos se embarcan en un romance, y el repentino secretismo de Mathieu y sus largas horas fuera de casa despiertan la curiosidad de su hermana y su tía.
Una trama paralela e intercalada, se centra en Mathieu dieciocho meses después, mientras se recupera del shock de su separación. Después de que Mathieu intentase suicidarse y estuviese internado en un hospital, decide regresar al pequeño pueblo costero para aprender a afrontar lo sucedido.
La película termina de cierta forma esperanzadora cuando Mathieu busca a Pierre, otro exnovio de Cédric que vive en la ciudad costera, y superan tensiones pasadas para descubrir que se entienden más de lo que pensaban.

## Elenco
- Jérémie Elkaïm como Mathieu
- Stéphane Rideau como Cédric
- Dominique Reymond como Madre
- Marie Matheron como Annick
- Laetitia Legrix como Sarah
- Nils Ohlund como Pierre